# Fanny von Wilamowitz-Moellendorff
La comtesse Fanny Huldine von Wilamowitz-Moellendorff, née baronne Fanny Huldine von Fock le 3 mai 1882 à Stockholm et morte le 5 juin 1956 à Stockholm, est une aristocrate et femme de lettres suédoise.

## Biographie
Fanny von Fock est la fille du colonel Karl von Fock et de son épouse anglo-irlandaise, née Huldine Beamish (de la famille du fondateur de la bière noire irlandaise du même nom). Elle épouse en 1903 le comte Wichard Hugo Heinning von Wilamowitz-Moellendorf (né en 1871) qui meurt sur le champ de bataille en 1916.
Elle publie des poèmes en langue suédoise, mais se fait surtout connaître en écrivant une biographie de sa sœur cadette Carin (1888-1931), première épouse d'Hermann Göring, qui atteint 733 000 exemplaires jusqu'à sa dernière réédition de 1943. Elle partageait les idées nationales-socialistes de sa sœur.
Une autre de ses quatre sœurs, la comtesse von Rosen fut la fondatrice d'un ordre religieux luthérien après la Première Guerre mondiale.